# Cheilosia suspecta
Cheilosia suspecta är en tvåvingeart som beskrevs av Barkalov 1998. Cheilosia suspecta ingår i släktet örtblomflugor, och familjen blomflugor. Inga underarter finns listade i Catalogue of Life.